# خلوص الکل

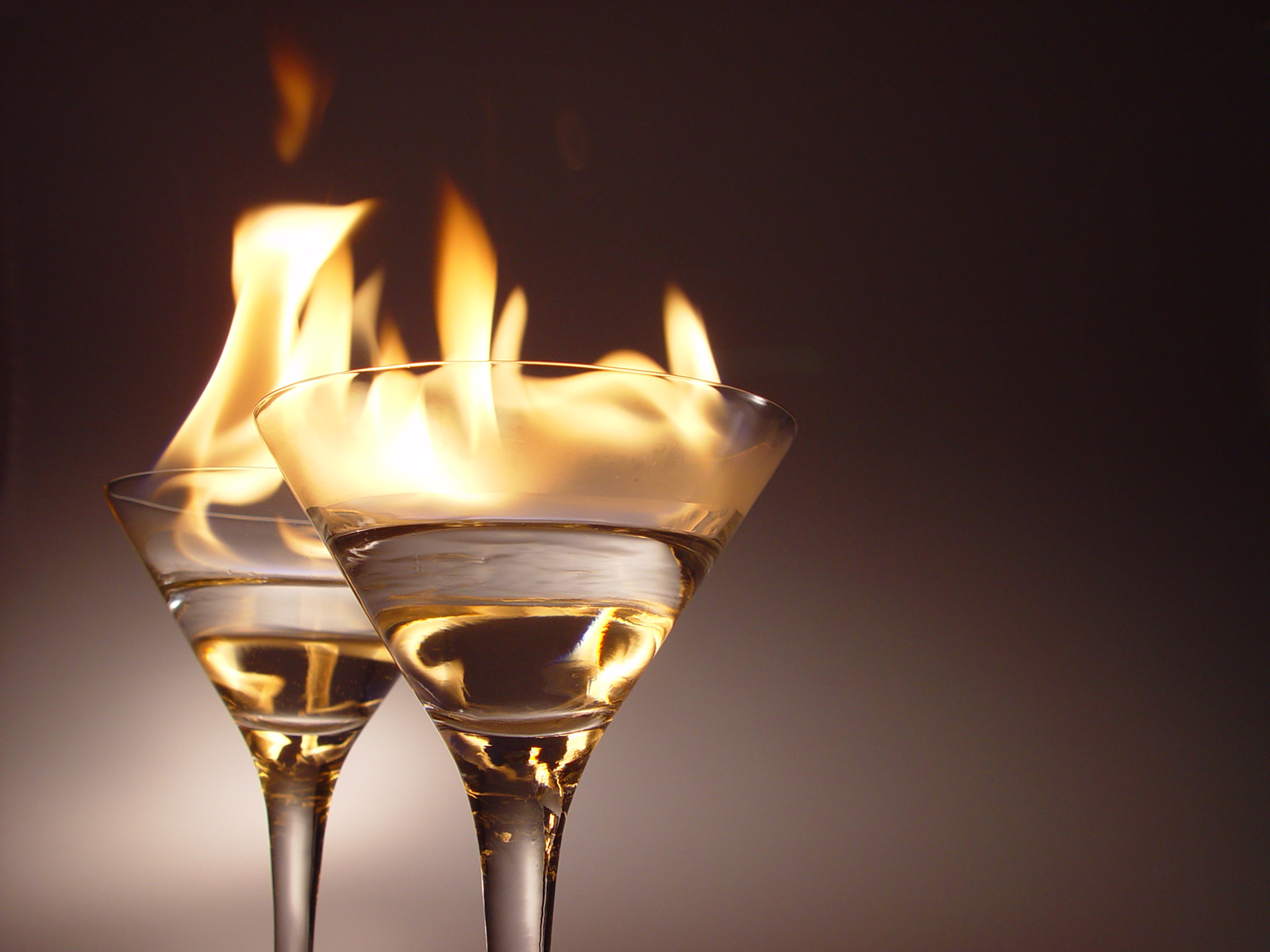
میزان خلوص الکل

خلوص الکل یا میزان خلوص الکل (به انگلیسی: Alcohol proof)  به اندازه‌گیری میزان الکل (اتانول) در نوشیدنی‌های الکلی
گفته می‌شود. این اصطلاح در اصل در انگلستان برای تعریف ۷/۴ برابر  میزان الکل (ABV)استفاده می‌شد. در حال حاضر انگلستان از میزان الکل به جای خلوص الکل استفاده می‌کند. 
در ایالات متحده آمریکا خلوص الکل به عنوان دوبرابر میزان الکل تعریف شده‌است. اندازهٔ میزان الکل موجود در نوشیدنی‌های الکلی در قوانین ایالات متحده آمریکا ذکر شده است و فروشنده باید میزان آن را بر روی بطری یا ظرف نوشیدنی نوشته باشد.
الکل صنعتی را به هیچ وجه به چشم ها دهان و .... نزنید.